# 线切割
線切割 (英語：Wire Electrical Discharge Machining，簡写Wire EDM或WEDM)，屬於特殊加工技術範疇，是放電加工的一種機床。廣泛應用於超硬材料，難加工材料和薄壁零件的加工。
現今主要分為兩大系統，以可重覆使用的鎢絲（或較為廉價的鉬絲）作為電極絲的系統（在中國通稱快走絲），以及以歐美日為首，採用一次性電極絲的系統，直徑0.1MM以下使用鎢絲，直徑0.1MM以上使用黃銅絲。

## 歷史
1943年，苏联学者拉扎连科夫妇（Dr. B.R. Lazarenko 及 Dr. N.I. Lazarenko ）发明电火花机，使用电阻、电容回路，即RC回路。50年代，改进为电阻、电感、电容等回路，即既RLC回路。60年代，改进为晶体管，可控硅脉冲电源。
70年代，改进为高低压复合脉冲、多回路脉冲、等幅脉冲、可调波形脉冲电源。80年代，采用工业级CPU控制，能实现G码编辑等功能，极大的提升了切割速度及表面平整度。

### 技術差異
在中國大陸，線切割加工分為「快走絲加工」和「慢走絲加工」，快走絲加工是蘇聯發明的特有加工方法，目前僅在中國使用。在中國之外的區域，線切割加工均指慢走絲加工；在中國通稱線切割加工更多的是指快走絲加工。

#### 加工原理
「快走絲」加工和慢走絲加工原理相近，只是設備結構和使用耗材不同；
快走絲機床以可重覆使用的鎢絲或鉬絲作為電擊絲，乳化液作為冷卻和放電介質，採用往復運動的方式來加工導電材料，特點是使用成本低廉，缺點是往復運動會在加工面形成換向紋，導致精度較差，且對操作人員要求高。在中國，目前使用中的快走絲機床超過80萬台，每年的年產量在4-5萬台。快走絲的消耗材料使用成本在2-3元/小時（含電擊絲，導輪，軸承，乳化液、導電塊等消耗材料和電費）；綜合使用成本低於8元/小時（包含人工成本、機器折舊按10年計算，資金成本，消耗材料等）。
慢走絲機床採用一次性的黃銅絲或者鎢絲（部分區域為降低成本，也使用鍍鋅線）作為電極絲，純水作為絕緣介質，單向運絲方式來加工導電材料，同樣是採用電火花放電原理。加工精度高，因為無換向紋，所以光潔度好。缺點是使用成本高於快走絲。